# Gareth Richards
Gareth Richards (* 18. August 1979; † 7. April 2023 in London) war ein britischer Komiker und Radiomoderator.

## Leben und Wirken
Gareth Richards war zunächst Co-Moderator der The Frank Skinner Show auf Absolute Radio. Später moderierte er verschiedene Sendungen bei Radio BBC. Richards trat als Stand-up-Comedian auch in Sendungen wie Russell Howards Good News oder 4 Stands Up auf.
Gareth Richards lebte in Bournemouth. Er war verheiratet und mehrfacher Vater. Sein Bruder Joshua James Richards ist als Kameramann tätig.
Gareth Richards wurde am Abend des 23. März 2023 bei einem Verkehrsunfall auf der Autobahn M25 in der Nähe vom Flughafen Heathrow lebensgefährlich verletzt und mit schwersten Hirnverletzungen in ein Londoner Krankenhaus eingeliefert. Er starb dort am 7. April 2023 im Alter von 43 Jahren.